# Иань (Тунлин)
Иа́нь (кит. упр. 义安, пиньинь Yì'ān) — район городского подчинения городского округа Тунлин провинции Аньхой (КНР).

## История
Во времена империи Тан в этих местах был создан уезд Иань (义安县). В эпоху Южной Тан он был в 951 году переименован в Тунлин (铜陵县). Во времена империй Мин и Цин уезд подчинялся властям Чичжоуской управы (池州府).
В 1949 году уезд Тунлин был включён в состав Специального района Чичжоу (池州专区). В 1952 году Специальный район Чичжоу был расформирован, и уезд вошёл в состав Специального района Аньцин (安庆专区). В 1956 году Тунгуаньшаньский горнодобывающий район (铜官山矿区) уезда Тунлин был выделен в отдельный город Тунгуаньшань (铜官山市), подчинённый напрямую властям провинции Аньхой. В 1958 году город Тунгуаншань и уезд Тунлин были объединены в город Тунлин (铜陵市) провинциального подчинения. В 1959 году город и уезд были разделены вновь, и уезд перешёл в подчинение властям Специального района Аньцин.
В 1965 году был воссоздан Специальный район Чичжоу, и уезд Тунлин вернулся в его состав. В 1971 году Специальный район Чичжоу был переименован в Округ Чичжоу (池州地区).
В 1974 году уезд Тунлин был передан из состава округа Чичжоу в подчинение властям города Тунлин.
В 2015 году уезд Тунлин преобразован в район городского подчинения Иань.

## Административное деление
Район делится на 4 посёлка и 4 волости.